# Яцек Малчевски
Я̀цек Малчѐвски, герб Тарна̀ва (на полски: Jacek Malczewski) е полски художник. Един от видните представители на „Млада Полша“. Наричан „баща на символизма в полската живопис“.

## Биография
Яцек Малчевски е роден на 14 юли 1854 година в Радом, в шляхтишкото семейство на Мария (с моминско име Корвин-Шимановска) и Юлиан Малчевски.
До 13-ата си годишнина е възпитаван под зоркото око на своите родители. През 1867 г. те го изпращат при вуйчо му Феликс Карчевски във Велге, където негов настойник и учител става Адолф Дигашински. 4 години по-късно 17-годишният Малчевски се мести в Краков, където започва да взима уроци по рисуване при Л. Пикар в Краков, същевременно посещава като свободен слушател лекциите на Владислав Лушчкевич в Училището за изящни изкуства (на полски: Szkoła Sztuk Pięknych; SSP) в старата столица. С препоръка от Ян Матейко, на следващата година Яцек записва редовен курс на обучение в SSP. Негови преподаватели са Лушчкевич и Феликс Шиналевски. В същото време взема частни уроци от Фльориан Цинк. В годините 1876 – 1877 усъвършенства уменията си в Париж. В тамошното Училище за изящни изкуства (на френски: École des beaux-arts) посещава ателието на Анри Леман. Посещава и Академия „Суиз“ (на френски: Académie Suisse). През 1879 г. завършва курса по композиция в SSP, в майсторския клас на Ян Матейко.
След смъртта на баща му през 1884 г., в творбите на Малчевски се появява повтарящият се мотив за смъртта. През 1885 г. заминава за Мюнхен, а през 1887 г. се жени за Мария Гралевска, с която имат две деца – Юлия и Рафал (който също става художник). Става известен художник, ценен и награждаван. Ангажира се с педагогическа дейност в Училището за изящни изкуства и на курсовете на името на Баранецки, в които преподава на жени, които по това време нямат право да следват. През 1897 г. е един от основателите на Обществото на полските артисти „Изкуство“ (Towarzystwo Artystów Polskich „Sztuka“) заедно с Теодор Аксентович, Юзеф Мехоффер, Станислав Виспянски. През 1898 г. преживява много тежко смъртта на майка му, а през 1900 г., след конфликт с Юлиан Фалат напуска краковската Академия за изящни изкуства. Организира множество изложби на своите творби, пътувайки отново и до Италия.
През 1910 г. ректор на Академията за изящни изкуства в Краков става Теодор Аксентович, а Малчевски се връща отново като професор, а през 1912 г. самият той става ректор. Изпълнява тази длъжност до избухването на Първата световна война. Началото на войната прекарва във Виена, в Краков се връща през 1916 г. През 1918 г. си дава сметка, че неговата художествена визия принадлежи към миналото. Започва една равносметка на собствения му живот. По това време възниква цикълът му от картини „Моят живот“, като все по-често рисува автопортрети. 70-годишния си юбилей и 50-годишнина като художник отпразнува като организира изложби на картините си в Краков, Лвов, Варшава и Познан. В годините 1923 – 1926 живее в Луславице, където основава художествено училище за талантливи деца. На 4 декември 2013 г. неговата картина „Полският Хектор“ от 1913 г. е продадена за 2,99 млн. злоти в Познан. Това е най-високата сума получавана за картина на полски художник. 
Работата на Матейко и творбите на великите полски поети от романтическия период изиграват съществена роля при формирането на патриотично-историческата тенденция в творчеството на Я. Малчевски. Важна е и ролята на полския романтически художник Артур Гротгер при оформянето на национално-мъченическата иконография в неговите творби.
Основно вдъхновение при работата си Малчевски черпи от полското изкуство, традиции и фолклор, които преплита с митологични и библейски мотиви. И макар че е самобитно и специфично, изкуството му се определя като „проява на значима тенденция за европейския символизъм“. Високата художествена стойност на работата му получава международно признание. Награден е на международни изложби в Берлин (1891), Мюнхен (1892) и Париж (1900).
Умира през 1929 година в Краков.

## Отличия
- Офицерски кръст на Ордена на възродена Полша (13 юли 1921 г. като един от първите 15 души отличени с Орден на възродена Полша).
- Командорски кръст със звезда на Ордена на възродена Полша (30 юни 1927)

## Галерия
- Омагьосан кръг
- Меланхолия
- Портрет на Людвик Желенски
- Полският Хамлет. Портрет на Александер Вельополски
- Косачи
- Медуза
- Христос и самарянката
- Смъртта на художника